# 그러먼 TBF 어벤저
그루먼 TBF 어벤저(Grumman TBF Avenger)는 미국 제2차 세계 대전 당시의 뇌격기는 처음에 미해군과 해병대를 위해 개발되었으며 결국 전 세계의 여러 항공 및 해군 항공 서비스에서 사용되었다.

## 같이 보기
- 아이치 B7A
- 더글라스 TBD 데버스테이터
- 97식 함상공격기
- 나카지마 B6N